# WAMPAS Baby Stars
WAMPAS Baby Stars – kompania promocyjna z czasów dwudziestolecia międzywojennego, sponsorowana przez amerykańskie stowarzyszenie reklamodawców  „Western Association of Motion Picture Advertisers'”, które nadawało odznaczenia trzynastu (w roku 1932 - piętnastu) młodym aktorkom każdego roku. Odznaczenia były nadawane od 1922 do 1934 roku. Otrzymywały je początkujące aktorki, które zdaniem reklamodawców stały na progu gwiazdorstwa filmowego. Odznaczenie były nadawane na imprezie o nazwie „WAMPAS Frolic”. Wybranie dziewczyny cieszyły się dużym zainteresowanie mediów. Nagród nie przyznano w 1930 oraz 1933 roku. Kompania zakończyła działalność w 1934 roku, z powodu podejrzeń o brak niezależności i promowanie protegowanych przez wytwórnie filmowe.

## Lista laureatek WAMPAS Baby Stars
- 1922: Marion Aye, Helen Ferguson, Lila Lee, Jacqueline Logan, Louise Lorraine, Bessie Love, Kathryn McGuire, Patsy Ruth Miller, Colleen Moore, Mary Philbin, Pauline Starke, Lois Wilson, Claire Windsor
- 1923: Eleanor Boardman, Evelyn Brent, Dorothy Devore, Virginia Brown Faire, Betty Francisco, Pauline Garon, Kathleen Key, Laura La Plante, Margaret Leahy, Helen Lynch, Derelys Perdue, Jobyna Ralston, Ethel Shannon
- 1924: Clara Bow, Elinor Fair, Carmelita Geraghty, Gloria Grey, Ruth Hiatt, Julanne Johnston, Hazel Keener, Dorothy Mackaill, Blanche Mehaffey, Margaret Morris, Marian Nixon, Lucille Ricksen, Alberta Vaughn
- 1925: Betty Arlen, Violet La Plante, Olive Borden, Anne Cornwall, Ena Gregory, Madeline Hurlock, Natalie Joyce, June Marlowe, Joan Meredith, Evelyn Peirce, Dorothy Revier, Duane Thompson, Lola Todd
- 1926: Mary Astor, Mary Brian, Joyce Compton, Dolores Costello, Joan Crawford, Marceline Day, Dolores del Río, Janet Gaynor, Sally Long, Edna Marion, Sally O’Neil, Vera Reynolds, Fay Wray
- 1927: Patricia Avery, Rita Carewe, Helene Costello, Barbara Kent, Natalie Kingston, Frances Lee, Mary McAllister, Gladys McConnell, Sally Phipps, Sally Rand, Martha Sleeper, Iris Stuart, Adamae Vaughn
- 1928: Lina Basquette, Flora Bramley, Sue Carol, Ann Christy, June Collyer, Alice Day, Sally Eilers, Audrey Ferris, Dorothy Gulliver, Gwen Lee, Molly O’Day, Ruth Taylor, Lupe Vélez
- 1929: Jean Arthur, Sally Blane, Betty Boyd, Ethlyne Clair, Doris Dawson, Josephine Dunn, Helen Foster, Doris Hill, Caryl Lincoln, Anita Page, Mona Rico, Helen Twelvetrees, Loretta Young
- 1930: (nie przyznano)
- 1931: Joan Blondell, Constance Cummings, Frances Dade, Frances Dee, Sidney Fox, Rochelle Hudson, Anita Louise, Joan Marsh, Marian Marsh, Karen Morley, Marion Shilling, Barbara Weeks, Judith Wood,
- 1932: Lona Andre, Lilian Bond, Mary Carlisle, Patricia Ellis, Ruth Hall, Eleanor Holm, Evalyn Knapp, Dorothy Layton, Boots Mallory, Toshia Mori, Ginger Rogers, Marian Shockley, Gloria Stuart, Dorothy Wilson, June Clyde
- 1933: (nie przyznano)
- 1934: Judith Arlen, Betty Bryson, Jean Carmen, Helen Cohan, Dorothy Drake, Jean Gale, Hazel Hayes, Ann Hovey, Neoma Judge, Lucille Lund, Lu Ann Meredith, Gigi Parrish, Jacqueline Wells, Katherine Williams.